# Unión Deportiva Nogoyá-Tala Victoria
La Unión Deportiva de Ligas Nogoyá-Tala-Victoria (o UDL) es una liga de fútbol de la Provincia de Entre Ríos que reúnen a los clubes de la Liga Departamental de Fútbol Nogoyá, Liga de Fútbol de Rosario del Tala y Liga Victoriense de Fútbol.

## Historia
En el año 2011, Daniel Koch por la Liga Departamental de Fútbol Nogoyá y Jorge Franco por la Liga de Fútbol de Rosario del Tala acordaron la creación de una liga de fútbol que reuniera a las entidades futbolísticas de ambos departamentos. El fútbol de la región fue en franco ascenso. Luego de seis temporadas (2011-2017), la Liga Victoriense de Futbol (Pdte. Guillermo Urreaga) oficializó su incorporación a la Unión, por lo que la U.D.L. quedó conformada por 28 equipos: 11 de Victoria, 11 de Nogoyá y 6 de Tala.

## Clubes participantes
| Liga Victoriense de Fútbol | Liga Departamental de Fútbol Nogoyá | Liga de Fútbol de Rosario del Tala |
| -------------------------- | ----------------------------------- | ---------------------------------- |
| C.A. Banfield              | Atlético Lucas González             | Club Atlético Rosario Tala         |
| C.D. 25 de Mayo (V)        | Club Deportivo Libertad (N)         | Ferrocarril San Lorenzo            |
| Agrario                    | Club 9 De Julio (N)                 | Atlético Maciá                     |
| C.A. Sarmiento de Victoria | Deportivo Nogoyá                    | C.D. Defensores de Martín Fierro   |
| Sportivo Victoria          | Club Atlético Central Nogoyá        | Sportivo Peñarol                   |
| Huracán                    | CSyD 25 de Mayo (N)                 | Unión Solense                      |
| ACyD Quinto Cuartel        | Cultural Aranguren                  |                                    |
| Gimnasia                   | Sirio Libanes                       |                                    |
| C.A. Libertad              | Club Nobleza Ramírez                |                                    |
| Newell´s                   | Ferrocarril Nogoyá                  |                                    |
| El Porvenir                | CAyD Roma                           |                                    |
| San Benito                 | Club Deportivo y Cultural Hernández |                                    |

## Dirigentes
- Presidente UDL: Daniel Antonio Koch
- Mesa Directiva UDL: Pablo Alasino
- Pte. Liga de Nogoyá: Carlos Galeano
- Pte. Liga de Rosario del Tala: Carlos Mirabelli
- Pte. Liga de Victoria: Federico Almada

## Historial de campeones
| Torneo            | Campeón                          |
| ----------------- | -------------------------------- |
| 2012 Apertura     | CSyD 25 de Mayo (N)              |
| 2012 Clausura     | CSyD 25 de Mayo (N)              |
| 2013 Apertura     | CSyD 25 de Mayo (N)              |
| 2013 Clausura     | CSyD 25 de Mayo (N)              |
| 2014 Torneo anual | Club Atlético Rosario Tala       |
| 2015 Apertura     | Club Atlético Rosario Tala       |
| 2015 Clausura     | CSyD 25 de Mayo (N)              |
| 2015 Final Anual  | Club Atlético Rosario Tala       |
| 2016 Apertura     | CSyD 25 de Mayo (N)              |
| 2016 Clausura     | C.D. Defensores de Martín Fierro |
| 2016 Final Anual  | CSyD 25 de Mayo (N)              |
| 2017 Apertura     | CSyD 25 de Mayo (N)              |
| 2017 Clausura     | C.D. Defensores de Martín Fierro |
| 2018 Apertura     | C.D. 25 de Mayo (V)              |
| 2018 Clausura     | Ferrocarril Nogoyá               |
| 2019 Torneo anual | CSyD 25 de Mayo (N)              |
| 2020 Torneo anual | Suspendido                       |
| 2021 Torneo anual | C.A Banfield                     |